# بارك هو-جين
بارك هو-جين (هانغل: 박호진) هو لاعب كرة قدم كوري جنوبي في مركز حراسة المرمى، ولد في 22 أكتوبر 1976 في Yeoncheon County ‏ في كوريا الجنوبية. لعب مع سوون سامسونغ بلووينغز ونادي غوانغجو.

## وصلات خارجية
- بارك هو-جين على موقع دوري كوريا الجنوبية (الإنجليزية)
- بارك هو-جين على موقع قاعدة بيانات كرة القدم.إي يو (الإنجليزية)
- بارك هو-جين على موقع Soccerway.com (الإنجليزية)